# Suzukaze (tàu khu trục Nhật)
Suzukaze (tiếng Nhật: 涼風) là một tàu khu trục hạng nhất của Hải quân Đế quốc Nhật Bản, thuộc lớp tàu khu trục Shiratsuyu bao gồm mười chiếc. Suzukaze đã từng tham gia các hoạt động tại Mặt trận Thái Bình Dương trong Chiến tranh Thế giới thứ hai, trước khi bị tàu ngầm Mỹ Skipjack đánh chìm ở phía Tây Bắc Pohnpei, vào ngày 25 tháng 1 năm 1944.

## Thiết kế và chế tạo
Lớp tàu khu trục Shiratsuyu là phiên bản cải tiến dựa trên lớp tàu khu trục Hatsuharu, được thiết kế để tháp tùng lực lượng tấn công chủ lực của Hải quân Nhật Bản, và để tiến hành những cuộc tấn công cả ngày và đêm bằng ngư lôi nhằm vào Hải quân Hoa Kỳ khi chúng vượt băng qua Thái Bình Dương, theo kế hoạch của học thuyết chiến lược hải quân Nhật Bản. Mặc dù là một trong những lớp tàu khu trục mạnh mẽ nhất thế giới khi hoàn tất, không có chiếc nào sống sót qua cuộc Chiến tranh Thái Bình Dương.
Suzukaze, là chiếc cuối cùng trong số bốn tàu khu trục được chế tạo trong Chương trình Bổ sung Vũ khí Hải quân Nhật Bản thứ hai (1934) (Maru Ni Keikaku); nó được đặt lườn tại xưởng đóng tàu của hãng Uraga Dock Company vào ngày 9 tháng 7 năm 1935, được hạ thủy vào ngày 11 tháng 3 năm 1937, và được đưa ra hoạt động vào ngày 31 tháng 8 năm 1937.

## Lịch sử hoạt động
Vào lúc xảy ra cuộc Tấn công Trân Châu Cảng, Suzukaze được phân về Đội 24 của Hải đội Khu trục 4 trực thuộc Hạm đội 2 Hải quân Đế quốc Nhật Bản cùng với các tàu chị em Umikaze, Kawakaze và Yamakaze; và đã khởi hành từ Palau tham gia cuộc chiếm đóng Philippines ("Chiến dịch M"), hỗ trợ cho các cuộc đổ bộ lên Legaspi và vịnh Lamon. Từ tháng 1 năm 1942, Suzukaze tham gia các hoạt động tại Đông Ấn thuộc Hà Lan, bao gồm việc chiếm đóng đảo Tarakan; sau đó nó được phân nhiệm vụ tuần tra tại vịnh Staring ở Celebes, nơi nó trúng phải ngư lôi phóng từ tàu ngầm Mỹ USS Sculpin vào ngày 4 tháng 2 năm 1942. Vụ nổ gây ra đã làm chín thành viên thủy thủ đoàn thiệt mạng, và khiến nó bị hư hại nặng, buộc phải quay về xưởng hải quân Sasebo để sửa chữa vào cuối tháng 3.
Suzukaze được chuyển về Hạm đội 1 Hải quân Đế quốc Nhật Bản vào ngày 10 tháng 4, nhưng lại điều trở lại Hạm đội 2 vào ngày 14 tháng 6. Nó quay trở lại hoạt động vào giữa tháng 8, hộ tống tàu sân bay Chitose đi đến Truk và gia nhập vào hạm đội tại Guadalcanal. Sau Trận chiến Đông Solomons vào ngày 28 tháng 8, nó hộ tống tàu tuần dương Jintsu bị hư hại rút lui về Truk. Từ cuối tháng 8 đến đầu tháng 11, Suzukaze thực hiện mười hai chuyến vận chuyển tốc độ cao "Tốc hành Tokyo" và bắn phá bờ biển đến Guadalcanal, cũng như tham chiến một thời gian ngắn trong trận Santa Cruz vào ngày 26 tháng 10 dưới quyền Đô đốc Nobutake Kondō.
Trong trận Hải chiến Guadalcanal thứ nhất vào đêm 12–13 tháng 11 năm 1942, Suzukaze đã cứu 1.100 người sống sót từ chiếc tàu chở binh lính Naka Maru bị trúng ngư lôi. Trong thời gian còn lại của tháng 11, Suzukaze tuần tra trong khu vực giữa đảo Shortland, Buna và Rabaul. Trong trận Tassafaronga vào ngày 30 tháng 11, Suzukaze tránh được trong gang tấc một loạt ngư lôi phóng từ tàu khu trục Mỹ USS Drayton.
Vào tháng 12 năm 1942, Suzukaze tiếp tục các hoạt động vận chuyển đến Guadalcanal, và đã bị hư hại nhẹ trong một cuộc không kích vào ngày 1 tháng 1 năm 1943, cần thiết phải quay về Truk để sửa chữa vào cuối tháng, và quay về Sasebo trong tháng 2. Sau khi việc sửa chữa hoàn tất vào tháng 6, Suzukaze hộ tống các tàu tuần dương Kumano và Suzuya đến Truk, và đến Rabaul vào cuối tháng 6. Trong trận Kolombangara vào các ngày 5–6 tháng 7, Suzukaze đã trợ giúp vào việc đánh chìm tàu tuần dương hạng nhẹ USS Helena, nhưng đổi lại cũng bị nhiều phát bắn trúng vô hiệu hóa các khẩu pháo phía trước.
Sau khi được sửa chữa tại Xưởng hải quân Yokosuka vào cuối tháng 7, Suzukaze đảm trách vai trò hộ tống giữa các đảo chính quốc Nhật Bản và Truk cho đến đầu tháng 11. Trong một đợt tái trang bị tại Sasebo vào cuối tháng 11, tháp pháo "X" của nó được tháo dỡ thay thế bằng hai khẩu đội 25 mm Kiểu 96 phòng không ba nòng. Từ cuối tháng 12 năm 1943 đến cuối tháng 1 năm 1944, Suzukaze hộ tống nhiều đoàn tàu vận tải đi đến Truk và Ponape. Vào ngày 25 tháng 1 năm 1944, trong khi hộ tống một đoàn tàu vận tải đi từ Truk đến Eniwetok, Suzukaze trúng phải ngư lôi phóng từ tàu ngầm Mỹ USS Skipjack, và bị chìm ở cách 127 hải lý (235 km) phía Tây Bắc Pohnpei ở tọa độ 08°51′B 157°10′Đ / 8,85°B 157,167°Đ.
Suzukaze được rút khỏi danh sách Đăng bạ Hải quân vào ngày 10 tháng 3 năm 1944.